# 斯特凡·塞塞尼翁
斯特凡·塞塞尼翁（法語：Stéphane Sessègnon，1984年6月1日—），出生於非洲貝寧，司職進攻中場，曾效力法甲勒芒及巴黎圣日耳曼，現時效力馬耳他足球超級聯賽俱乐部Sirens，又同時是貝寧國家足球隊隊長。

## 球員生涯

### 球會
巴黎聖日耳門
2008年7月11日，法甲巴黎圣日耳曼以800萬歐元從另一法甲球會勒芒收購塞塞尼翁。
桑德兰
2011年1月29日，桑德兰以600萬英鎊從法甲巴黎圣日耳曼購入塞塞尼翁並簽約三年半。
2011/12年度英超球季，施斯隆有良好表現，被選為年度球會最佳球員。
2012年8月30日，桑德兰與施斯隆續簽新約留隊至2015年夏季。
2013年9月2日，塞塞尼翁以西布罗姆维奇队史记录的550万英镑（另加带有附加条件的50万英镑）的转会费加盟西布罗姆维奇。 2013年9月21日，塞塞尼翁在为西布罗姆维奇上阵的处子秀中打入了在新俱乐部的首球，帮助球队以3比0大胜他的前任（上一俱乐部），桑德兰。

## 外部連結
- 足球数据库：斯特凡·塞塞尼翁的球员统计数据
- 斯特凡·塞塞尼翁法甲統計 （页面存档备份，存于）
- 斯特凡·塞塞尼翁英超統計 （页面存档备份，存于）